# Jean-Baptiste Romé de L’Isle
Jean-Baptiste Louis Romé de L’Isle (* 26. August 1736 in Gray (Haute-Saône); † 7. März 1790 in Paris) war ein französischer Mineraloge und gilt als einer der Begründer der Kristallographie.

## Leben

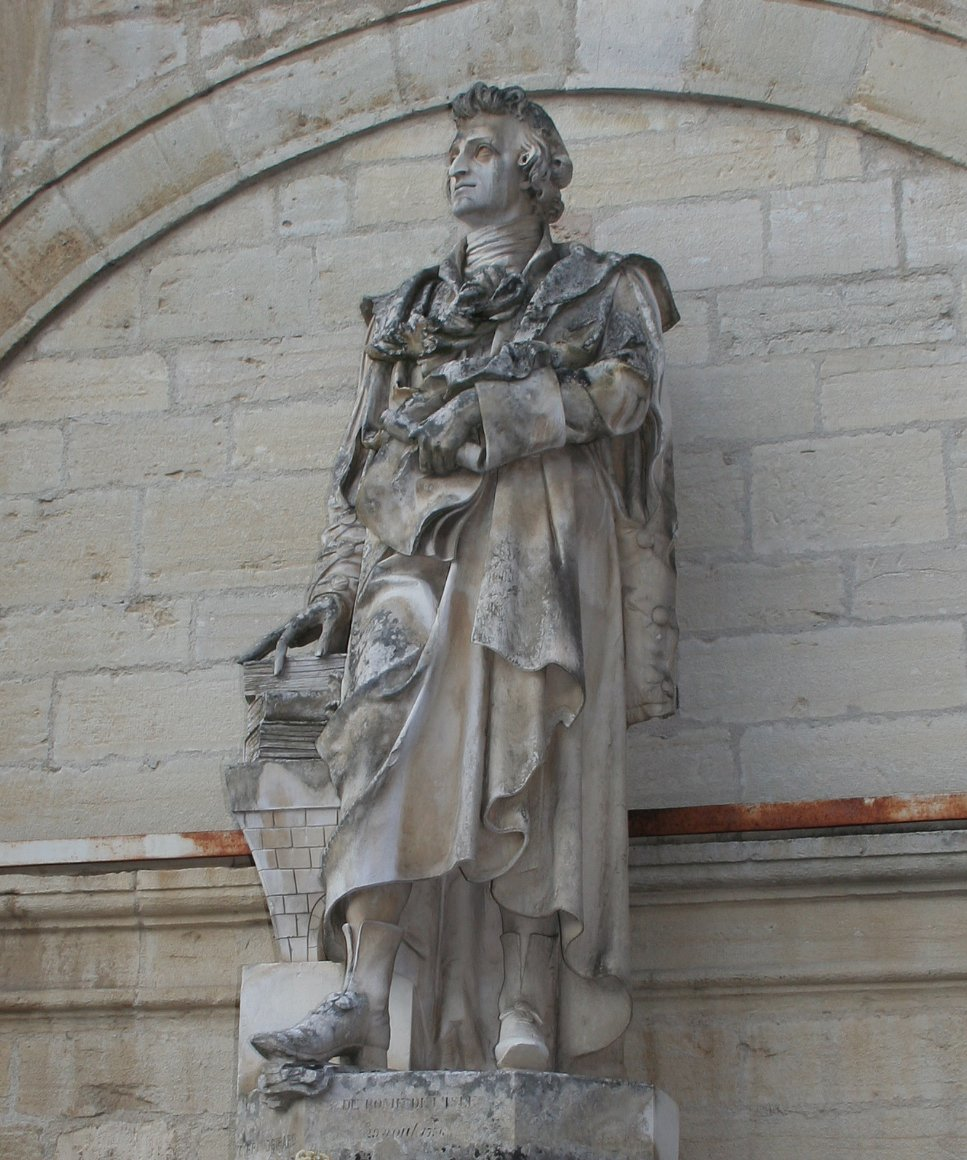
Statue von Romé de L’Isle am Rathaus von Gray

Jean-Baptiste Romé de L’Isle war während des Dritten Karnatischen Krieges Offizier in einem französischen Artillerie-Regiment und wurde 1761 bei der Eroberung von Pondicherry von britischen Truppen gefangen genommen. Er verbrachte die Jahre seiner Haft in Tranquebar und China und kehrte erst 1764 wieder nach Frankreich zurück. Die Eindrücke seiner Zeit in Indien und China sowie die früherer Reisen weckten sein Interesse an der Natur, speziell der Geowissenschaften. Durch die Zusammenarbeit mit dem französischen Chemiker und Mineralogen Balthazar Georges Sage (1740–1824) verlagerten sich seine Interessen hauptsächlich auf die Mineralogie.

## Leistungen
Angetrieben von der Klassifikation der Lebewesen durch Carl von Linné versuchte Romé de L’Isle dies auf die unbelebte Natur zu übertragen und schuf damit die erste Systematik von Kristallen, indem er Salzkristalle, Steinkristalle, Kieskristalle und Erzkristalle unterschied. Basierend auf der Entdeckung des Gesetzes der Winkelkonstanz an Quarzkristallen durch Nicolaus Steno begann Romé de L’Isle, nach Konstruktion eines geeigneten Anlegegoniometers, mit systematischen Untersuchungen an weiteren Kristallen beziehungsweise Mineralen. Dabei beschrieb er zahlreiche bislang unbekannte oder nur schlecht bestimmte Minerale. Bei der Veröffentlichung seiner Ergebnisse verwendete er als erster den Begriff „Kristallographie“, der bis heute die Wissenschaft von den Kristallen beschreibt. Seine Arbeiten legten auch den Grundstein für die Arbeiten von René-Just Haüy, der das Symmetriegesetz und das Dekreszenzgesetz, den Vorläufer des Rationalitätsgesetzes, in der Kristallographie entwickelte.

## Ehrungen
1775 wurde er zum Mitglied der Deutschen Akademie der Naturforscher Leopoldina gewählt. 1780 wurde er als auswärtiges Mitglied in die Preußische Akademie der Wissenschaften aufgenommen.

## Schriften
- Essai de cristallographie. 1772
- Déscription methodique des minéraux d’une collection de minéraux du cabinet de MDRDL. 1773
- Crystallographie. 1777
- L’action du feu central banni de la surface du globe. 1779
- L’action du feu central démontrée nulle à la surface. 1781
- Cristallographie, ou Déscription des formes propres à tous les corps du règne minéral. 1783
- Des caractères extérieurs des minéraux. 1784
- Observations sur les rapports qui paroissent exister entre la mine dite cristeaux d’etain et les cristeaux de fer octaedres.  1786
- Métrologie, ou tables pour servir à l’intelligence des poids et des mesures des anciens. 1789